# Saint-Faust
Saint-Faust é uma comuna francesa na região administrativa da Nova Aquitânia, no departamento dos Pirenéus Atlânticos. Estende-se por uma área de 13,43 km². Em 2010 a comuna tinha 769 habitantes (densidade: 57,3 hab./km²).